# Związek Niezależnej Młodzieży Socjalistycznej „Spartakus”
Związek Niezależnej Młodzieży Socjalistycznej „Spartakus” (ZNMS „Spartakus”) – jedna z pierwszych konspiracyjnych socjalistyczno-rewolucyjnych organizacji młodzieżowych założona w 1934 z inicjatywy Związku Niezależnej Młodzieży Socjalistycznej i Czerwonego Harcerstwa. Prowadziła niejawną działalność wśród młodzieży warszawskich szkół średnich. W 1937 liczyła ok. 200 członków. W 1937 członkami trzyosobowego Komitetu Wykonawczego organizacji byli Ładysław Buczyński, Mieczysław Klimowicz i Krzysztof Kamil Baczyński. „Spartakus” stopniowo przesuwał się w kierunku jednolitego frontu z komunistami. Po rozwiązaniu Komunistycznej Partii Polski w jego skład weszli członkowie komunistycznego Socjalistycznego Związku Młodzieży Szkolnej. 
Związek prowadził działania w czasie II wojny światowej jako organizacja konspiracyjna pod kierownictwem Hanki Sawickiej i Ładysława Buczyńskiego. W 1941 doszło do rozpadu organizacji z powodu różnic w poglądach na kwestię przystąpienia do walki zbrojnej przeciwko Niemcom. Niektórzy członkowie Związku Młodzieży Socjalistycznej „Spartakus” kontynuowali działalność konspiracyjną w Stowarzyszeniu Przyjaciół ZSRR, a następnie w Związku Walki Wyzwoleńczej.
Członkami organizacji przed wojną byli m.in. Leszek Raabe i Dorka Goldkorn. Związek wydawał pismo „Spartakus”, potem „Strzały”.